# Alexandre III da Escócia
Alexandre III (Roxburgh, 4 de setembro de 1241 – Kinghorn Ness, 19 de março de 1286) foi o Rei da Escócia de 1249 até sua morte. Era filho do rei Alexandre II e Maria de Coucy.
Teve um reinado próspero e pacífico, embora houvesse lutas contra o rei da Noruega sobre as ilhas Hébridas internas. A propriedade das ilhas ocidentais ou Western Isles foi seu primeiro problema depois da coroação. O conde de Ross tinha declarado guerra ao rei Haakon IV da Noruega para tentar recuperar a posse das ilhas. O que atemorizou o povo que ainda recordava das ferozes incursões dos viquingues até o século XIII. Haakon partiu da Noruega em 1263 com frota de mais de 100 navios de carvalho sólido com um dragão dourado na popa e proa, uma visão impressionante. Os astrônomos confirmaram que o dia depois do de sua chegada às Órcadas houve eclipse total do sol. Os soldados da Noruega consideravam eclipses como maus presságios nas Haakon continuou. Alexandre enquanto isso tinha reforçado os castelos do litoral e reunido grande exército onde esperava que Haakon desembarcaria. Esperou, sabendo da possibilidade de tempestades em setembro e em outubro. Aconteceu mesmo uma grande tempestade e os noruegueses acreditaram ter sido desencadeada por feitiçaria das bruxas escocesas. Já os escoceses acreditaram ter sido causada por Santa Margarida da Escócia, protegendo o país. Na batalha que se seguiu, os homens de Haakon tinham sido tão dizimados pelas tempestades que ele resolveu voltar a sua terra. Morreu pouco depois e Alexandre III assinou um tratado com seu sucessor, Magno VI: por este tratado de Perth, Alexandre recuperou o controlo das Ilhas Ocidentais mediante 4 000 marcos pagos aos noruegueses e mais 1 000 anuais por período indefinido. Os pagamentos anuais continuaram até o século XIV. As Órcades e Shetland permaneceram sob controle dos noruegueses e demoraram muito até se tornarem parte da Escócia.

## Casamento
Em 26 de dezembro de 1251, aos dez anos, foi casado na Catedral de Iorque com Margarida de Inglaterra, filha do rei Henrique III de Inglaterra e de Leonor da Provença. Nascera ela no castelo de Windsor em setembro de 1240 e morreu em 26 de fevereiro de 1275 no Castelo de Cuper, Fife; está sepultada na Abadia de Dumferline. Era assim irmã de Eduardo I. Tiveram três filhos. Em 1285 casou com Iolanda de Dreux (que morreu em 1322), condessa de Montfort-L'Amaury, filha de Roberto IV, Conde de Dreux. Ficaram casados apenas cinco meses pois, cavalgando a seu encontro de noite em Kinghorn (Fife) durante uma tempestade, contra o conselho dos que o cercavam, o cavalo tropeçou e o jogou por um despenhadeiro onde morreu.

## Posteridade
- 1 - Margarida, Princesa da Escócia (28 de fevereiro de 1261- 9 de abril de 1283), casou em 1281 com Érico II Magnusson sendo pais de Margarida da Noruega
- 2 - Alexandre (1263 ou 1264 -1283). Chegou a se casar em 1282 com Margarida de Dampierre ou de Flandres (morta em 1331), filha de Guido I, conde de Flandres.
- 3 - David (20 de março de 1272- junho de 1281).